# Пчеловод (фильм)
Пчеловод (англ. The Keeper of the Bees) — немой чёрно-белый фильм 1925 года. Экранизация одноимённого романа Джин Страттон-Портер. Считается утерянным (сохранился только трейлер).

## Сюжет
Израненный ветеран войны Джеймс Льюис Макфарлан лежит в госпитале. Случайно узнав, что ему осталось жить считанные месяцы, он сбегает из госпиталя и находит пристанище на пасеке у старика-пчеловода. Вскоре старик умирает и оставляет пасеку в наследство Макфарлану. Однажды тот спасает девушку, которая забеременела вне брака и теперь, чтобы избежать позора, собирается утопиться. Макфарлан женится на ней, но сразу после свадьбы девушка исчезает.
Затем он знакомится с живущей по соседству Маргарет Камерон и с её помощью окончательно оправляется от ран. Неожиданно Макфарлан получает известие о том, что его жена родила сына. Он приезжает в больницу и обнаруживает там совершенно другую девушку, которая, однако, носит на пальце его обручальное кольцо. Когда таинственная незнакомка умирает, загадка раскрывается: оказывается, Макфарлан женился на Молли, дочери миссис Камерон, которая выдала себя за свою беременную сестру Лолли, чтобы спасти её репутацию. В итоге Макфарлан влюбляется в Молли и женится на ней во второй раз — уже по-настоящему.

## В ролях
| Актёр          | Роль                      |
| -------------- | ------------------------- |
| Роберт Фрезер  | Джеймс Льюис Макфарлан    |
| Джозеф Свикард | пчеловод Майкл Уортингтон |
| Марта Мэттокс  | Маргарет Камерон          |
| Клара Боу      | Лолли Камерон             |
| Элис Миллс     | Молли Камерон             |